# 2-乙基-4,5-二甲基苯酚
2-乙基-4,5-二甲基苯酚（英語：2-Ethyl-4,5-dimethylphenol）是一种迷迭香（学名：Rosmarinus officinalis）的精油中发现的苯酚类物质，在雌性大象的尿液样本中也有发现。